# Équipe d'Afrique du Sud de rugby à sept
Cet article traite de l'équipe masculine. Pour l'équipe féminine, voir Équipe d'Afrique du Sud féminine de rugby à sept.
L'équipe d'Afrique du Sud de rugby à sept est l'équipe qui représente l'Afrique du Sud dans les principales compétitions internationales de rugby à sept au sein de la série mondiale, de la Coupe du monde et des Jeux du Commonwealth.

## Histoire
L'édition inauguratrice de 1993 de la Coupe du monde de rugby à sept est l'une des premières compétitions jouées par l'équipe sud-africaine de rugby à sept. Après une première phase de poules dont ils sortent invaincus, les Sud-Africains sont éliminés lors de la seconde poule de brassage. Pour la deuxième édition de 1997, ils signent leur meilleure performance jusqu'alors en atteignant la finale, concédée contre les Fidji sur le score de 24-21.
L'Afrique du Sud participe ensuite à la série mondiale dès la première édition de la compétition, jouée pendant la saison 1999-2000.
Outre la série mondiale et la Coupe du monde, les Sud-Africains disputent également d'autres tournois internationaux, tels les Jeux mondiaux dont ils remportent la dernière édition en 2013, ainsi que les Jeux du Commonwealth dont ils sont médaillés d'or en 2014
L'équipe participe à la première épreuve olympique de rugby à sept en 2016, après s'être qualifiée par l'intermédiaire de la série mondiale. Battus en demi-finale par la Grande-Bretagne, les Blitzboks décrochent tout de même la 3e place et donc la médaille de bronze.
Après une première victoire en 2009, les Blitzboks gagnent à deux reprises consécutives la série mondiale, en 2017 puis en 2018.
L'Afrique du Sud se qualifie pour les Jeux olympiques de 2020 en assurant sa place parmi les quatre premières équipes de la série mondiale 2018-2019.

## Palmarès

### Jeux olympiques
- Rio de Janeiro 2016 :  Médaille de bronze
- Paris 2024 :  Médaille de bronze

### Coupe du monde
- 1993 : Quart de finale
- 1997 : Finaliste
- 2001 : Quart de finale
- 2005 : Quart de finale
- 2009 : Quart de finale
- 2013 : Quart de finale
- 2018 : Troisième place
- 2022 : Septième place

### Série mondiale
- Vainqueur de la série mondiale : 2009, 2017, 2018.

- Tournois remportés :
  - Vainqueur du Tournoi de Nouvelle-Zélande (2) : 2002, 2017.
  - Vainqueur du Tournoi du Pays de Galles (1) : 2003.
  - Vainqueur du Tournoi de Dubaï (6) : 2003, 2006, 2008, 2014, 2016, 2017.
  - Vainqueur du Tournoi de Singapour (2) : 2004, 2019.
  - Vainqueur du Tournoi de Londres (2) : 2005, 2011.
  - Vainqueur du Tournoi de France (3) : 2006, 2017, 2018.
  - Vainqueur du Tournoi d'Afrique du Sud (4) : 2008, 2013, 2014, 2015.
  - Vainqueur du Tournoi d'Australie (3) : 2008, 2009, 2017.
  - Vainqueur du Tournoi des États-Unis (4) : 2011, 2013, 2014, 2017.
  - Vainqueur du Tournoi d'Écosse (2) : 2011, 2013.
  - Vainqueur du Tournoi du Japon (1) : 2013.
  - Vainqueur du Tournoi du Canada (1) : 2019.

### Jeux du Commonwealth
- Vainqueur : 2014.
- Médaille de bronze : 2002, 2010.

### Jeux mondiaux
- Vainqueur : 2013.
- Médaille d'argent : 2005.

### Championnat d'Afrique
- Vainqueur : 2014 et 2025
- Finaliste : 2023 et 2024

## Records
En février 2019, dans le cadre du tournoi d'Australie, Kyle Brown devient le joueur ayant le plus de sélections de l'histoire des Blitzboks en série mondiale ; en disputant alors son 69e tournoi, il succède à Frankie Horne (en) qui compte 68 tournois disputés sur l'ensemble de sa carrière. Son record est battu quelques mois plus tard par son coéquipier Branco du Preez, prenant part à son 70e tournoi le week-end des 25 et 26 mai, dans le cadre du Tournoi de Londres.
Cecil Afrika est le joueur sud-africain ayant marqué le plus de points en série mondiale, avec un total en cours de 1 430 points le 26 avril 2019.
Seabelo Senatla est le joueur sud-africain ayant marqué le plus d'essais en série mondiale, avec un total en cours de 224 essais le 26 avril 2019.

## Joueurs emblématiques
Les joueurs suivants ont été élus parmi les meilleurs joueurs internationaux de rugby à sept :
- Cecil Afrika en 2011 ;
- Werner Kok en 2015 ;
- Seabelo Senatla en 2016.